# Ратилово (Ленинградская область)
Ратилово — деревня в Коськовском сельском поселении Тихвинского района Ленинградской области.

## История
Деревня Рутилова упоминается на карте Новгородского наместничества 1792 года А. М. Вильбрехта.
Как деревня Ратилово, состоящая из 25 крестьянских дворов, она обозначена на «Специальной карте западной части России» Ф. Ф. Шуберта 1844 года.

РАТИЛО — деревня Суксинского общества, прихода Шиженского погоста. Река Паша. 

Крестьянских дворов — 21. Строений — 41, в том числе жилых — 29. Мелочная лавка.

Число жителей по семейным спискам 1879 г.: 54 м. п., 57 ж. п.; по приходским сведениям 1879 г.: 52 м. п., 63 ж. п.

Сборник Центрального статистического комитета описывал её так:

РАТИЛЫ — деревня бывшая государственная, дворов — 21, жителей — 111; Часовня, лавка. (1885 год)

В конце XIX — начале XX века деревня административно относилась к Саньковской волости 1-го земского участка 2-го стана Тихвинского уезда Новгородской губернии.

РАТИЛА — деревня Суксинского общества, дворов — 28, жилых домов — 29, число жителей: 87 м. п., 89 ж. п.
 
Занятия жителей — земледелие, лесные промыслы. Река Паша. Часовня, мелочная лавка. (1910 год)

С 1917 по 1918 год деревня Ратилово входила в состав Саньковской волости Тихвинского уезда Новгородской губернии. 
С 1918 года в составе Череповецкой губернии.
С 1924 года в составе Прогальской волости.
С 1927 года в составе Пашского сельсовета Тихвинского района.
В 1928 году население деревни Ратилово составляло 186 человек.
Согласно карте Ленинградской области Северо-западного аэрогеодезического треста ГГУ издания 1932 года деревня насчитывала 20 крестьянских дворов. В деревне находилась часовня:
| Внешние изображения | Внешние изображения                 |
| ------------------- | ----------------------------------- |
|                     | Деревня Ратилово на карте 1932 года |

По данным 1933 года деревня Ратилово входила в состав Пашского сельсовета.
В 1958 году население деревни Ратилово составляло 85 человек.
По данным 1966 и 1973 годов деревня Ратилово также входила в состав Пашского сельсовета.
По данным 1990 года деревня Ратилово входила в состав Шиженского сельсовета.
В 1997 году в деревне Ратилово Шиженской волости проживали 7 человек, в 2002 году — 9 человек (все русские).
В 2007 году в деревне Ратилово Коськовского СП проживали 11 человек, в 2010 году — 10.

## География
Деревня расположена в северо-западной части района на автодороге 41К-021 (Паша — Часовенское — Кайвакса).
Расстояние до административного центра поселения — 14 км.
Расстояние до ближайшей железнодорожной станции Тихвин — 68 км.
Деревня находится на левом берегу реки Паша.

## Демография
| 2007 | 2010 | 2017 |
| ---- | ---- | ---- |
| 11   | ↘10  | ↘6   |

### Национальный состав
Согласно данным Всероссийской переписи населения 2021 года в деревне проживали 18 человек, из них:
 русские — 15, украинцы — 3 человека.

## Улицы
Гороховая, Речная.